# Polonaise C-Dur (Beethoven)

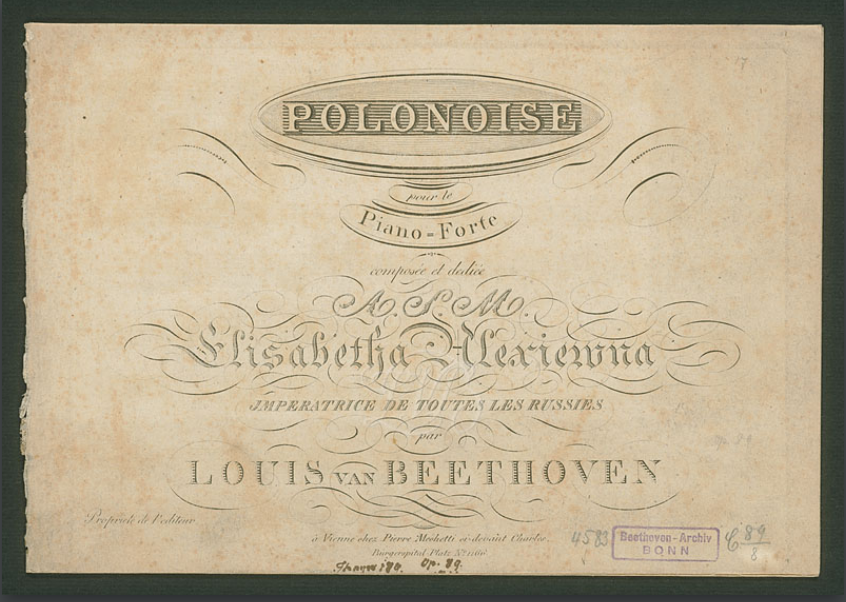
Umschlag der Originalausgabe

Die Polonaise C-Dur op. 89 ist ein Klavierstück von Ludwig van Beethoven, entstanden im Dezember 1814. Es ist sein einziger Beitrag zur Gattung des polnischen Nationaltanzes Polonaise.

## Entstehung
Während des Wiener Kongresses besuchte Zarin Elisabeth Alexejewna von Russland geb. Prinzessin von Baden (1779–1826) das große Konzert, das Beethoven am 29. November 1814 mit eigenen Werken gab. Anschließend ließ sie dem Komponisten durch ihren Oberkammerherrn Fürst Alexander Naryschkin 200 Dukaten in Gold überbringen, „mit der Äußerung: die Compositionen desselben hätten Ihren vollkommensten Beyfall“. Damit verbunden war die Bitte, ihr in ihren Gemächern auf dem Klavier vorzuspielen. Beethoven kam der Bitte nach und widmete der Zarin außerdem die Polonaise.
Anlass für die Entstehung bzw. die Widmung war möglicherweise auch der 36. Geburtstag der Zarin am 24. Januar 1815.
Das Werk erschien im Februar 1815 im Verlag von Pietro Mechetti in Wien. Ein Exemplar überreichte Beethoven der Zarin persönlich, bevor sie Wien am 9. März 1815 wieder verließ.

## Struktur
Das Werk ist „Alla Polacca, vivace“ überschrieben und beginnt mit einer virtuosen, wie improvisiert wirkenden Einleitung. Das in Takt 8 einsetzende, mehrfach wiederholte Hauptthema beginnt wie folgt:
Die Polonaise ist in Rondoform angelegt und folgt dem Schema A-B-A-C-A-Coda. Sie umfasst insgesamt 169 Takte und dauert etwa 5 Minuten.